# Herminia nigricaria
Herminia nigricaria là một loài bướm đêm trong họ Noctuidae.